# 私に近い6人の他人
『私に近い6人の他人』（原題: Six Degrees of Separation）は、1993年のアメリカ合衆国の映画。ジョン・グェアの戯曲『六次の隔たり』（英: Six Degrees of Separation）を本人が脚色し、フレッド・スケピシ監督によって映画化された。

## キャスト
- ウイザ：ストッカード・チャニング
- フラン：ドナルド・サザーランド
- ポール：ウィル・スミス
- ジェフリー・ミラー：イアン・マッケラン
- ラーキン：ブルース・デイヴィソン
- キティ：メアリー・ベス・ハート
- ファイン医師：リチャード・メイサー
- トレント・コンウェイ：アンソニー・マイケル・ホール
- エリザベス：ヘザー・グラハム
- リック：エリック・タール
- テス：キャサリン・ケルナー
- ダグ：ジェフリー・エイブラムス
- アデル：ケリー・ビショップ
- 刑事：ダニエル・フォン・バーゲン

## 評価
Rotten Tomatoesでは93%の支持率だった。ストッカード・チャニングが特に評価された。

### 受賞
第66回アカデミー賞
ノミネート: 主演女優賞 - ストッカード・チャニング
第51回ゴールデングローブ賞
ノミネート: 主演女優賞 - ストッカード・チャニング

## その他
出演者の一人であるジェフリー・エイブラムス（J・J・エイブラムス）は、後に本作と同じく六次の隔たりを題材としたテレビドラマSix Degreesを製作した。